# Sommarmusik i Borgå
Sommarmusik i Borgå (finska: Suvisoitto) är ett musikevenemang som från 1986 anordnas av den finländska kammarorkestern Avanti! i olika lokaler i Borgå med omgivning, såsom domkyrkan och Konstfabriken. 
Sommarmusik i Borgå bjuder även på okonventionella inslag som gatumusik. Vid evenemanget har Avanti! framträtt under dirigenter som Esa-Pekka Salonen, Jukka-Pekka Saraste och Paavo Berglund. Evenemanget framstår som en av höjdpunkterna bland festivalerna i Finland genom program som upptar såväl standardrepertoar som äldre och helt ny musik, även av särskilt inbjudna tonsättare. 
Bland de konstnärliga ledarna för Sommarmusik i Borgå kan nämnas John Storgårds 2002 och Magnus Lindberg 2003. 